# Força Delta 2: La connexió colombiana
Força Delta 2: La connexió colombiana (títol original: Delta Force 2: Operation stranglehold) és una pel·lícula estatunidenca d'acció d'Aaron Norris estrenada l'any 1990. És una continuació de Força Delta (1986) i el protagonista és igualment Chuck Norris. Ha estat doblada al català.

## Argument
Per decisió del general, un comando de la Força Delta, sota les ordres dels coronel Scott McCoy i el major Bobby Chavez, és enviat a Colòmbia per alliberar ostatges americans de les mans del narcotraficant Ramon Cota.

## Repartiment
- Chuck Norris: Coronel Scott McCoy
- Billy Drago: Ramon Cota
- John P. Ryan: General Taylor
- Richard Jaeckel: Agent de la DEA John Page
- Begoña Plaza (amb el nom Begonia Plaza): Quiquina Esquintla
- Paul Perri: Major Bobby Chavez
- Héctor Mercado (amb el nom de Hector Mercado): Miguel
- Mark Margolis: General Olmedo

## La saga
1. Força Delta (1986)
2. Delta Força 2 (1990)
3. Delta Força 3 (1991)